# جين بيج
جين بيج (بالإنجليزية: Gene Page)‏ هو منتج أسطوانات وملحن أمريكي، ولد في 13 سبتمبر 1939 في لوس أنجلوس في الولايات المتحدة، وتوفي في 24 أغسطس 1998 في ويستوود في الولايات المتحدة.

## وصلات خارجية
- جين بيج على موقع IMDb (الإنجليزية)
- جين بيج على موقع ميوزك برينز (الإنجليزية)
- جين بيج على موقع قاعدة بيانات برودواي على الإنترنت (الإنجليزية)
- جين بيج على موقع أول ميوزيك (الإنجليزية)
- جين بيج على موقع ديسكوغز (الإنجليزية)
- جين بيج على موقع قاعدة بيانات الفيلم (الإنجليزية)